# إدي سيبريان
إدي سيبريان (بالإنجليزية: Eddie Cibrian) مواليد 16 يونيو 1973 في كاليفورنيا، الولايات المتحدة، هو ممثل أمريكي بدأ مسيرته الفنية عام 1993.
ومن المعروف انه لعب دور في المسلسل التلفزيوني بصفته كول ديشانيل على شاطئ الغروب، والذي اكتسب بسببه شعبية كبيرة في العام 1990.وقد ظهر في أفلام متعددة ومسلسلات تلفزيونية أخرى.

## المسيرة الفنية
- موسيقى القلوب (مسلسل)

## روابط خارجية
- إدي سيبريان على موقع IMDb (الإنجليزية)
- إدي سيبريان على موقع روتن توميتوز (الإنجليزية)
- إدي سيبريان على موقع ألو سيني (الفرنسية)
- إدي سيبريان على موقع أول موفي (الإنجليزية)
- إدي سيبريان على موقع قاعدة بيانات الأفلام السويدية (السويدية)
- إدي سيبريان على موقع إن إن دي بي (الإنجليزية)
- إدي سيبريان على موقع قاعدة بيانات الفيلم (الإنجليزية)
- إدي سيبريان على موقع كينوبويسك (الروسية)